# Осове (Смолевицький район, Жодинська сільська рада)
Осове (біл. вёска Осава) — село в складі Смолевицького району Мінської області, Білорусь. Село підпорядковане Жодинській сільській раді, розташоване в центральній частині області.